# Acanthocardia
Acanthocardia é um gênero de pequenos moluscos bivalves marinhos da família Cardiidae.

## Espécies
As espécies do gênero Acanthocardia reconhecidas pelo "World Register of Marine Species" (WoRMS) são:
- Acanthocardia aculeata (Linnaeus, 1767)
- Acanthocardia deshayesii(Payraudeau, 1826)
- Acanthocardia echinata (Linnaeus, 1758)
- Acanthocardia paucicostata (Sowerby, 1841)
- Acanthocardia pseudolima
- Acanthocardia spinosa (Lightfoot in Solander, 1786)
- Acanthocardia tuberculata (Linnaeus, 1758)

## Distribuição
Acanthocardia aculeata ocorre no norte do Atlântico (Grã-Bretanha, Bélgica e países escandinavos), em toda a costa do Mediterrâneo e na costa ocidental do continente africano.
Acanthocardia echinata é comum na Bélgica, Grã-Bretanha, Holanda, ilhas Canárias, Mar do Norte, Mediterrâneo, Noruega e em alguns pontos do Atlântico (norte e leste).
Acanthocardia paucicostata é nativa do Mar Mediterrâneo.
Acanthocardia tuberculata pode ser encontrada principalmente nos seguintes países: Chipre, França, Grécia, Itália, Marrocos, Portugal e Turquia.
Não há registro desse gênero em águas brasileiras.